# 朱誠灌
宜川康僖王朱誠灌（？—1496年），是明朝宜川榮順王朱公鋺之庶一子。弘治三年以鎮國將軍册封宜川王，弘治九年薨，諡號康僖。在位七年。由其子朱秉𣕃承襲宜川郡王。

## 家庭

### 子女

#### 子
1. 宜川思裕王朱秉𣕃